# Joseph Stella

Battle of Lights, Coney Island, 1913, Yale University Art Gallery.

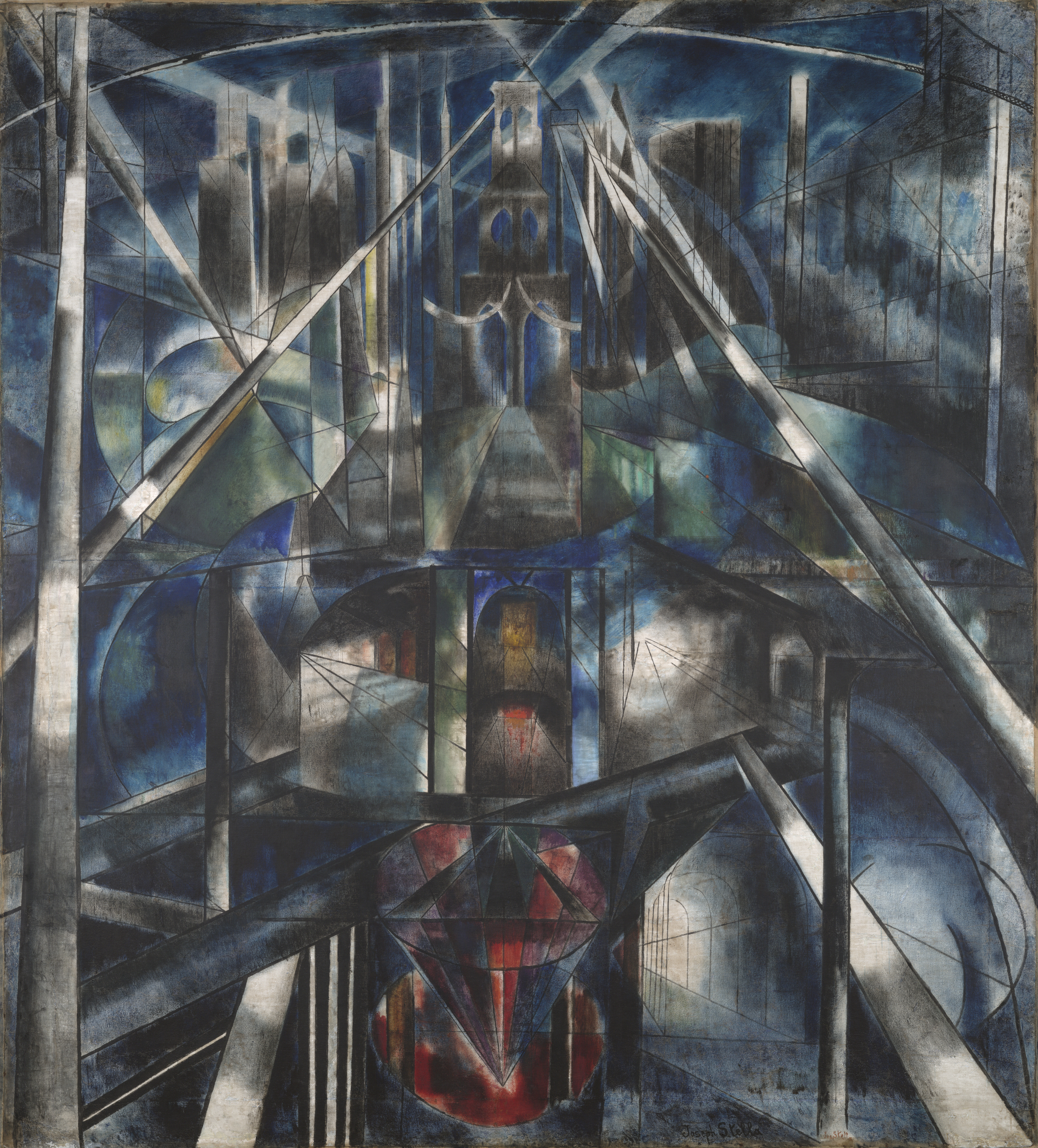
Brooklyn Bridge, 1919-1920, Yale University Art Gallery.

Joseph Stella, né Giuseppe Michele Stella le 13 juin 1877 à Muro Lucano en Italie et mort le 5 novembre 1946 à New York, est un peintre et photographe américain d'origine italienne.
Ses factures personnelles sont très originales. Il a participé cependant entre autres aux écoles futuriste et précisionniste.

## Biographie
Joseph Stella est né à Muro Lucano, en Italie, en 1877. Il grandit dans ce petit village de montagne situé dans la province de Potenza, près de Naples. Il était le quatrième de cinq garçons.  Sa famille était assez aisée car son père et son grand-père étaient avocats, mais Stella ne souhaita pas poursuivre cette tradition.  Au lieu de cela, Stella manifesta toujours un vif intérêt pour les arts.  Dès son plus jeune âge, il montra un talent exceptionnel pour le dessin. En outre, il excellait en français et en anglais à l'école.
Stella déménagea à New York en 1896, à l'âge de dix-neuf ans. Il étudia à l'Art Students League ainsi qu'à la New York School of Art où il étudia avec William Merritt Chase. Au début de sa carrière, ses croquis étaient essentiellement réalistes. Il aimait errer dans les rues de New York avec son carnet de croquis et son crayon et dessiner ce qu'il voyait. Il lui plaisait particulièrement de croquer la vie des immigrés et tout ce qui était culture ethnique dans les rues de la ville. Ses croquis décrivent aussi souvent la vie dans les bidonvilles de New York. Il finit par trouver un travail d'illustrateur qui lui permit de publier ses dessins réalistes dans des magazines. Ce travail dura de 1905 à 1909. En 1908, Stella se vit confier la réalisation d'une série d’œuvres axées sur l'industrie de Pittsburgh. La collection fut ensuite publiée dans The Pittsburgh Survey .
En 1909, Stella retourna en Italie à cause de son désamour de l'Amérique. Il estimait qu'il était détenu de force en Amérique par une population sans pitié. Il n'aurait pas pu choisir un meilleur moment pour rentrer en Italie, le mouvement futuriste dans l'Art commençant tout juste à s'étendre en Europe à cette époque.  Parallèlement au futurisme, des mouvements tels que le fauvisme, le cubisme et le modernisme commençaient également à se développer. Il se familiarisa davantage avec ces styles en quittant l'Italie pour Paris en 1911. C'est l'influence de ces écoles sur le travail de Stella qui lui permit de développer son style personnel unique caractérisé par l'utilisation de couleurs vives et de lignes dynamiques. Pendant son séjour à Paris, il fit partie des nombreux artistes ayant assisté au salon de Gertrude Stein. Au cours de ces réunions, il se noua des amitiés précisément à cause de ce que les autres ont décrit comme son "esprit sarcastique".
Il s'associa aux futuristes italiens grâce à son amitié avec Umberto Boccioni et Gino Severini. Cependant, il n'était pas uniquement intéressé par l'intégration d'éléments futuristes dans son travail ;  Il était également fasciné par les couleurs vives utilisées dans le fauvisme et par la nature structurelle du cubisme.
En 1913, il décida de retourner à New York et se lia d'amitié avec Alfred Stieglitz et Walter Arensberg, tous deux considérés comme les dirigeants de leurs propres cercles sociaux.  En faisant partie de ces cercles, il eut des opportunités similaires à celles présentées en Europe, qui lui permirent d’échanger des idées avec d’autres artistes et de mettre en œuvre un nouvel art.  En particulier, il se lia avec Marcel Duchamp, qui était le chef du mouvement dadaïste à New York.  La même année, il revint à New York où il peignit la Bataille des lumières, Coney Island, qui est l'une des premières œuvres d'art futuriste créée par un artiste américain avec un sujet américain et non plus seulement new-yorkais.  Il participa également  à l'Armory Show cette même année et son expérience l'inspira à incorporer des éléments d'art moderniste dans ses œuvres. Sa pièce La Bataille des Lumières, Coney Island, qui a été exposée au salon Armory, attira un vaste public et les amateurs commencèrent à le reconnaître comme l'un des plus grands artistes de l'époque et attendaient de voir vers où l'emmènerait son art dans ses futures œuvres.
Au cours des années 1920, Stella s'intéressa particulièrement à l'architecture du centre-ville de Manhattan et à sa nature géométrique.  Il commença à intégrer de plus en plus d'éléments futuristes et cubistes dans son travail.  C'est la combinaison de ces deux intérêts croissants qui l'a amené à peindre sa pièce Brooklyn Bridge, qui est devenue sa pièce la plus connue aujourd'hui.  Il travailla sur cette pièce à partir de 1919 et jusqu'en 1920. Une autre de ses œuvres célèbres créée à cette époque est son New York Interpreted (La voix de la ville), composé de cinq panneaux d'une hauteur totale de 2,50 mètres et d'une longueur de plus de 7 mètres.  Sa construction ressemblait à un retable religieux, mais on y trouvait aussi des images de saints que Stella avait représentés sur des ponts ou des gratte-ciels.  Au cours des années 1920, il fit également plusieurs portraits de personnages célèbres de New York, notamment Walt Whitman, Marcel Duchamp, Louis Eilsheimus et Edgar Varese, qu'il a tous réalisés soit au silverpoint seul, soit au silverpoint et à l'huile.  Certains de ses travaux moins connus des années 1920 sont les collages qu’il a faits avec des morceaux d’ordures puis peint dessus, ce qui traduisait son intérêt pour le dadaïsme. Peut-être que cela faisait partie de la motivation qui le conduisit à s'egailler parmi les styles au cours de la prochaine décennie.
Dans les années 1930, le travail de Stella progressa rapidement d'un style à l'autre. Dans le cadre du projet artistique fédéral auquel il participa, il voyagea en Europe, en Afrique du Nord et aux Antilles.  Chacun de ces lieux avait non seulement ses propres paysages et ses propres manifestations culturelles qui fournissaient de nouveaux sujets, mais aussi ses propres styles artistiques qui affectaient inévitablement la manière dont Stella peignait.  Au cours de cette période, il créa de nombreuses pièces sur le thème de la ville, des pièces religieuses, des croquis botaniques et naturels, des paysages des Caraïbes et des fruits et légumes et fleurs des natures mortes.  Ses peintures allaient du réalisme figuratif à l'abstrait et au surréalisme.  Cette variation constante entre les styles finit par lui faire perdre sa renommée d'artiste.  Il n'était plus aligné sur aucun mouvement et ses œuvres devinrent beaucoup plus particulières et individuelles.
En conséquence, il se coupa du monde de l'art à New York et sa fortune s'effondra. Simultanément, sa santé commença à se dégrader. Il lui fut diagnostiquée une cardiopathie en 1940 et il décéda d'une crise cardiaque en 1946.
Le travail de Stella reflète les personnages et les styles de vie de la ville de New York ainsi que son expérience personnelle à New York.  À son arrivée à New York, il se concentra sur la vie des migrants et peignit des scènes les représentant en portraits ou dans leurs activités familières. Plus tard, il se concentra davantage sur le centre-ville de New York et réalisa des portraits d'autres artistes fortunés.  Dans chaque cas, il représentait le style de vie auquel il était habitué à New York.  Ses voyages en Afrique du Nord et dans les Caraïbes le ramenèrent à ses racines immigrées, ce qui généra en lui une crise d'identité interne ardue dans les années 1930.  Cette crise se traduisait clairement par son incapacité à s'en tenir à un style ou à un sujet donnés.  Cela prouvait également que pour Stella, l’art avait toujours été une expression personnelle et non une source d’argent.  Il savait que son travail le plus précieux aurait été de s'en tenir à des œuvres modernistes dans les années 1930, mais il ne s'intéressait plus désormais au modernisme.  Stella a toujours peint ce qu'il voulait et comme il le voulait.